# Swepsonville
Swepsonville és una població dels Estats Units a l'estat de Carolina del Nord. Segons el cens del 2008 tenia 1.053 habitants.

## Demografia
Segons el cens del 2000, Swepsonville tenia 922 habitants, 383 habitatges i 271 famílies. La densitat de població era de 345,6 habitants per km².
Dels 383 habitatges en un 29,2% hi vivien nens de menys de 18 anys, en un 60,1% hi vivien parelles casades, en un 8,6% dones solteres, i en un 29,2% no eren unitats familiars. En el 25,1% dels habitatges hi vivien persones soles el 9,4% de les quals corresponia a persones de 65 anys o més que vivien soles. El nombre mitjà de persones vivint en cada habitatge era de 2,41 i el nombre mitjà de persones que vivien en cada família era de 2,86.
Per edats la població es repartia de la següent manera: un 23,2% tenia menys de 18 anys, un 5,1% entre 18 i 24, un 28,5% entre 25 i 44, un 30,3% de 45 a 60 i un 12,9% 65 anys o més.
L'edat mediana era de 41 anys. Per cada 100 dones de 18 o més anys hi havia 91,9 homes.
La renda mediana per habitatge era de 51.719 $ i la renda mediana per família de 60.147 $. Els homes tenien una renda mediana de 38.125 $ mentre que les dones 27.222 $. La renda per capita de la població era de 26.047 $. Entorn del 4,8% de les famílies i el 6,5% de la població estaven per davall del llindar de pobresa.

## Poblacions més properes
El següent diagrama mostra les poblacions més properes.